# Gouvernement Fernández Vara III
Pour les articles homonymes, voir gouvernement Fernández Vara.
 Estrémadure
Fernández Vara II Guardiola
Le gouvernement Fernández Vara III est le gouvernement d'Estrémadure entre le 2 juillet 2019 et le 21 juillet 2023, durant la Xe législature de l'Assemblée d'Estrémadure. Il est présidé par Guillermo Fernández Vara.

## Historique
Lors des élections du 26 mai 2019, le président sortant et candidat à la réélection Guillermo Fernández Vara obtient une majorité absolue de 34 des 65 sièges composant l'Assemblée d'Estrémadure. Investi le 25 juin et nommé deux jours plus tard, il présente son gouvernement le 2 juillet 2019.

## Composition

### Initiale
| Fonction                                                                            | Titulaire | Titulaire                    | Parti   |
| ----------------------------------------------------------------------------------- | --------- | ---------------------------- | ------- |
| Président                                                                           |           | Guillermo Fernández Vara     | PSOE-Ex |
| Première vice-présidente Conseillère aux Finances et à l'Administration publique    |           | Pilar Blanco-Morales Limones | PSOE-Ex |
| Second vice-président Conseiller à la Santé et aux Services sociaux                 |           | José María Vergeles Blanca   | PSOE-Ex |
| Conseillère à l'Agriculture, au Développement rural, au Peuplement et à l'Intérieur |           | Begoña García Bernal         | PSOE-Ex |
| Conseiller à l'Économie, à la Science et au Numérique                               |           | Rafael España Santamaría     | PSOE-Ex |
| Conseillère à l'Éducation et à l'Emploi                                             |           | María Esther Gutiérrez Morán | PSOE-Ex |
| Conseillère à la Mobilité, aux Transports et au Logement                            |           | Leire Iglesias Santiago      | PSOE-Ex |
| Conseillère à l'Égalité et porte-parole                                             |           | Isabel Gil Rosiña            | PSOE-Ex |
| Conseillère à la Culture, au Tourisme et aux Sports                                 |           | Nuria Flores Redondo         | PSOE-Ex |
| Conseillère à la Transition écologique et à la Durabilité                           |           | Olga García García           | PSOE-Ex |

### Remaniement du3 décembre 2021
- Les nouveaux conseillers sont indiqués en gras, ceux ayant changé d'attributions en italique.

| Fonction                                                                            | Titulaire | Titulaire                                          | Parti   |
| ----------------------------------------------------------------------------------- | --------- | -------------------------------------------------- | ------- |
| Président                                                                           |           | Guillermo Fernández Vara                           | PSOE-Ex |
| Première vice-présidente Conseillère aux Finances et à l'Administration publique    |           | Pilar Blanco-Morales Limones                       | PSOE-Ex |
| Second vice-président Conseiller à la Santé et aux Services sociaux                 |           | José María Vergeles Blanca                         | PSOE-Ex |
| Conseillère à l'Agriculture, au Développement rural, au Peuplement et à l'Intérieur |           | Begoña García Bernal (jusqu'au 14/06/2023)         | PSOE-Ex |
| Conseiller à l'Économie, à la Science et au Numérique                               |           | Rafael España Santamaría                           | PSOE-Ex |
| Conseillère à l'Éducation et à l'Emploi                                             |           | María Esther Gutiérrez Morán (jusqu'au 16/06/2023) | PSOE-Ex |
| Conseillère à la Mobilité, aux Transports et au Logement                            |           | Leire Iglesias Santiago                            | PSOE-Ex |
| Conseillère à l'Égalité et à la Coopération pour le développement                   |           | Isabel Gil Rosiña                                  | PSOE-Ex |
| Conseillère à la Culture, au Tourisme et aux Sports                                 |           | Nuria Flores Redondo                               | PSOE-Ex |
| Conseillère à la Transition écologique et à la Durabilité                           |           | Olga García García                                 | PSOE-Ex |
| Porte-parole                                                                        |           | Juan Antonio González Gracia (jusqu'au 14/06/2023) | PSOE-Ex |